# Tytus Klaudiusz Herodes Attykus
Tytus Klaudiusz Herodes Attykus (ok. 67–137) – rzymski senator żyjący w II wieku.
Herodes był synem Tiberiusa Claudiusa Hipparchosa, zaś jego synem był Herod Attyk, grecki retor i nauczyciel Marka Aureliusza. Był legatem (legatus Augusti pro praetore) Judei od 99/100 do 102/103. W roku 132 był konsulem dodatkowym (consul suffectus).
Jego zła sława wywodzi się ze stwierdzenia Euzebiusza z Cezarei, że to za jego urzędowania w czasach cesarza Trajana kuzyn Jezusa Chrystusa, Szymon (Symeon), syn Klopasa, drugi biskup Jerozolimy, następca Jakuba Sprawiedliwego został umęczony w wieku 120 lat (Historia kościoła 3,32). Według Hegezypa, który był źródłem Euzebiusza, Kleofas lub Klopas był bratem Józefa z Nazaretu, czyli stryjem Jezusa.